# Yazdegerd II.

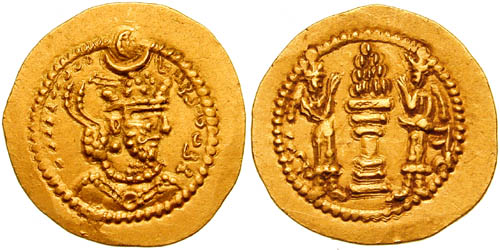
Münze Yazdegerds II.

Yazdegerd II. (mittelpersisch 𐭩𐭦𐭣𐭪𐭫𐭲𐭩 yzdklty [Inschriftliche Pahlavi]) († 457) regierte von 438 oder 439 bis 457 als Großkönig aus dem Geschlecht der Sassaniden das spätantike Persien.
Yazdegerd (oder Yazdgird) war der Sohn seines Vorgängers Bahram V. (Bahrām Gōr). Seine Regierungszeit war geprägt von ständigen militärischen Auseinandersetzungen: Gleich zu Beginn seiner Herrschaft brachen 440/41 Kampfhandlungen mit dem Oströmischen Reich aus. Der Krieg, dessen Anlass unklar ist (Kaiser Theodosius II. hatte wohl die 422 vereinbarten Zahlungen an die Perser eingestellt) und der vermutlich primär als Machtdemonstration des neuen Königs gedacht war, konnte jedoch schon nach wenigen Wochen beendet werden. Die Römer scheinen den Frieden mit Tributen erkauft zu haben.
Yazdgerd war während seiner Regierungszeit aber auch ständig an der Nordostgrenze des Reiches gebunden, wo bereits sein Vater Bahram Feldzüge unternommen hatte. Dort kam es wiederholt zu Kämpfen mit feindlichen Gruppen. In manchen Quellen werden sie als Kuschana bezeichnet, es handelte sich aber anscheinend um die Kidariten, eine Gruppe der sogenannten iranischen Hunnen, denen Yazdegerd die Tributzahlungen verweigert hat. Der Geschichtsschreiber Priskos berichtet von wiederholten Kämpfen der Perser an der Grenze gegen die Kidariten. Yazdgerd residierte mehrere Jahre in Gorgan und Nischapur, wo er versuchte die Lage zu stabilisieren und Befestigungen errichten ließ. In ständigen Abwehrkämpfen konnte der König die Nordostgrenze unter großen Mühen und nur vorläufig sichern, die Lage dort blieb auch unter seinen Nachfolgern prekär.
Einflussreich am Hof Yazdgerd blieb der alte Mihr-Narseh, der bereits zuvor als wichtiger Ratgeber fungiert hatte und dem als Wuzurg-Framadar die königliche Verwaltung unterstand. Innenpolitisch ordnete Yazdegerd lokal begrenzte Christenverfolgungen an; offenbar war er dabei auch dem Druck seiner zoroastrischen Priester (bzw. von Mihr-Narseh) erlegen, entscheidend könnten aber politische Motive gewesen sein. Durch Zwangsmissionierungen sollten wohl gerade Gebiete an der Peripherie des Reiches stärker an Persien gebunden werden, zumal der König wohl auch persönlich recht religiös war. Die Darstellungen dieser Verfolgungen in den christlichen und jüdischen Chroniken – so sollen alleine in Kirkuk 153.000 assyrischen Christen erschlagen worden sein – gelten heute als verzerrt und weit übertrieben. Mihr-Narseh scheint ein hartes Vorgehen speziell gegen aufrührerische Adlige in Armenien gefordert zu haben; doch werden religiöse Gründe wohl ebenfalls eine Rolle gespielt haben. Dies führte jedenfalls 449/50 zu einem Aufstand im überwiegend christlichen Persarmenien, der jedoch 451 niedergeschlagen werden konnte. Die Römer, die die Armenier im Namen des Christentums zur Hilfe gerufen hatten, hatten nicht eingegriffen.
Yazdegerd war der erste Sassanidenkönig, der die Titulatur Kay auf Münzen prägen ließ, womit eine Verbindung zur mythischen Kayanidendynastie der iranischen Frühzeit konstruiert wurde. Nach seinem Tod folgte ihm zunächst sein ältester Sohn Hormizd als Hormizd III. nach, der aber bald in einen Bürgerkrieg verwickelt werden sollte.